# Средно училище „Св. св. Кирил и Методий“ (Антоново)
Средно училище „Св. св. Кирил и Методий“ е гимназия в град Антоново, община Антоново, област Търговище. Патрон на училището са братята Кирил и Методий. През учебната 2024/2025 година в училището се обучават 187 деца, от тях 116 се извозват с три училищни автобуса от 20 села до града. Към 2024 г. директор на училището е Мария Михайлова.

## История
Училището е създадено през есента на 1890 г. от будни български преселници от Западните покрайнини, заселили се в Антоновско след Освобождението на България. През 1923 г. е построена първата сграда на училището, тогава средищна прогимназия. 80 години по-късно, на 11 ноември 1970 г., е открита новата сграда, в която училището се помещава и днес. През 1982 г. е преобразувано в гимназия.

## Директори
Директори на училището през годините:
- Донка Петрова (след 2012 г.)[4]

## Възпитаници
Възпитаници на училището са:
- проф. д-р Виолета Димитрова (р. 1949), коремен хирург
- доц. д-р Анета Димитрова, микробиолог
- контраадмирал Марин Стоев
- генерал Стефан Ризов